# Derek Hersey

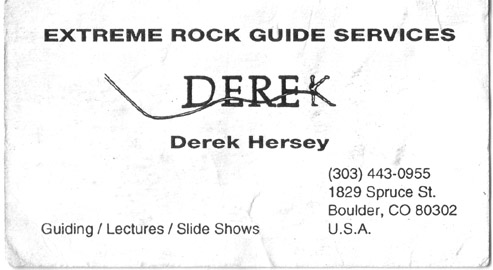
Tarjeta de Hersey.

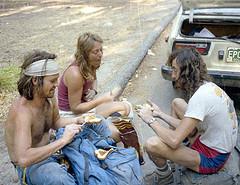
Hersey (derecha) con clientes en el Parque Yosemite (California).

Derek Geoffrey Hersey (Stretford, 26 de octubre de 1956—Parque nacional de Yosemite, 28 de mayo de 1993) fue un guía de aventura y deportista extremo británico, que se especializó en excursionismo, búlder y finalmente escalada en solitario libre.

## Biografía
Fue introducido a la escalada por su padre, quién iba de excursión cerca de Manchester cada semana. Aprendió a escalar en piedra molar en la Peak District, una zona montañosa de Derbyshire. Se marchó de Inglaterra en 1983, luego de estar cinco años desempleado, para ir a trabajar a los Estados Unidos y de ahí jamás regresó; emprendió un oficio como guía de aventura.
Originario del Gran Mánchester, del que conservaba su acento, Hersey se dedicaba a excursiones rentadas y fuera de su oficio llevaba un estilo de vida nihilista, llamando al Parque Estatal Cañón Eldorado su «oficina». Es allí donde se le podía ver cualquier día de la semana si no estaba en un viaje de carretera al Parque nacional de Yosemite o escalando en otro lugar parecido. También se refería a Boulder, una pequeña ciudad de Colorado, como «El Santuario» y describió a la tiza de escalada como «mi bolsa de coraje».

## Carrera
Los esfuerzos de Hersey por superar los límites de su deporte le valieron el apodo de «Dr. Muerte». Si bien era más conocido por sus hazañas en el Cañón de Eldorado, su currículum incluía muchos otros ascensos y descensos desafiantes. Entre ellos estaba su ascenso en solitario libre de la Grieta del Miedo, una ruta de altísima dificultad (5.10+), del Lumpy Ridge en el pueblo Estes Park (Colorado) y una hazaña impresionante en El Diamante (una pared de 275 m) de Longs Peak: cuándo en el mismo día subió por tres rutas distintas en solitario libre y dos de ellas jamás se habían hecho en tal modalidad. Además era muy admirado por subir y bajar como entrenamiento la Crucifixión rosada del Parque Estatal Cañón Eldorado, una ruta de alta dificultad (5.10).

### Muerte
Falleció trágicamente en el Parque nacional de Yosemite a los 36 años, producto de un accidente mientras escalaba la ruta Steck-Salathé; un trazado para ascender la roca Sentinel, sin ninguna soga o medida de seguridad (hacía escalada en solitario libre). Se resbaló y cayó más de 300 m hacia su muerte.
Escaladores conocedores de la ruta explicaron que dada la época y la destreza de Hersey, probablemente la roca se encontraba muy resbaladiza por la humedad. Dicha hipótesis luego fue confirmada por un informe policial. La muerte fue anunciada y luego ampliada en un reportaje del programa CBS News.

## Legado
Hersey se especializó en la escalada "solo libre" a menudo en la gama 5.10–5.11 y murió mientras se encontraba solo realizando una subida en este rango. Pocos escaladores han intentado repetir sus hazañas, las cuales incluyen muchas de las rutas tradicionales más difíciles de Colorado.
Él apareció en la revista Climbing y póstumamente en la película de 2003 Front Range Freaks.